# Ryan Anderson (baloncestista de 1988)
Ryan James Anderson (Sacramento, California, 6 de mayo de 1988) es un exbaloncestista estadounidense que disputó doce temporadas en la NBA. Con 2,08 metros de estatura, jugaba en la posición de ala-pívot.

## Trayectoria deportiva

### Universidad
Procedente del Instituto Oak Ridge, Anderson jugó dos temporadas en la Universidad de California. En su primer año lideró a los Golden Bears en anotación (16.3 puntos por partido) y en rebotes (8.2), finalizando quinto en ambas categorías en la Pacific Ten Conference. Logró el récord de más rebotes capturados por un freshman en la historia de la universidad con 269. Los Golden Bear llegaron hasta las semifinales del torneo de la Pac-10 de 2007, cayendo eliminado ante Oregon a pesar de los 17 puntos y 12 rebotes de Anderson. Previamente, en la primera ronda, se deshicieron de Oregon State con un gran Anderson, firmando 27 puntos y 15 rebotes.
En su segunda temporada en California, sus números ascendieron hasta los 21.1 puntos, liderando la conferencia y finalizando 18.ª en la nación, y 9.9 rebotes, tercero en la Pac-10. Sus 697 puntos fue la segunda mejor marca anotadora en la historia de los Golden Bears, convirtiéndose además en el primer jugador de Cal en conseguir al menos 600 puntos y 300 rebotes. Anotó en dobles figuras en los 33 partidos que disputó, anotando 20 o más puntos en 18 ocasiones y llegando a la marca de 30 puntos en cuatro partidos. Debido a que California no se clasificó para el torneo de la NCAA, Anderson fue pieza clave para entrar en la National Invitation Tournament, donde cayeron en segunda ronda ante Ohio State.
Anderson fue nombrado en el segundo equipo All-America y fue elegido en el mejor quinteto de la conferencia. Dejó los Golden Bears como el 16.ª máximo anotador de la historia de California con 1.236 puntos y fue el primer sophomore en superar la barrera de 1000 puntos. También finalizó noveno en triples anotados (122) y tercero en porcentaje de tiros libres (84.1).

### NBA

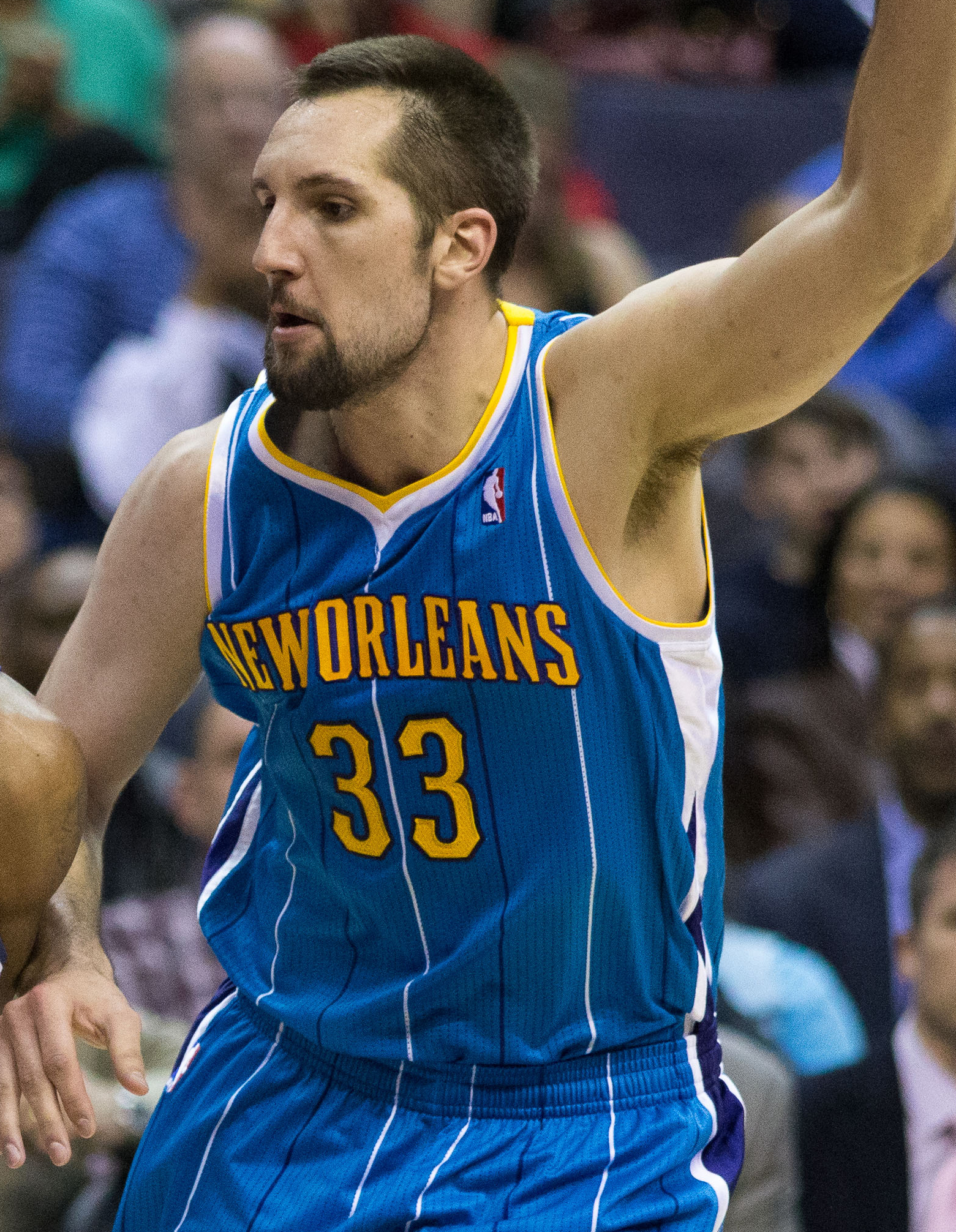
Anderson con los Hornets en 2013.

Anderson fue seleccionado por New Jersey Nets en la 21.ª posición del Draft de la NBA de 2008, equipo con el que firmó contrato en julio de 2008 por dos temporadas, a razón de 1 millón de dólares la primera campaña y 1,1 la segunda, ampliable a dos años más.
El 25 de junio de 2009 fue traspasado junto con Vince Carter a Orlando Magic a cambio de Rafer Alston, Tony Battie y Courtney Lee.
En julio de 2012 fue traspasado a New Orleans Hornets a cambio del mexicano Gustavo Ayón.
En agosto de 2018 fue traspasado junto con De'Anthony Melton a Phoenix Suns a cambio de Brandon Knight y Marquese Chriss.
El 6 de febrero de 2019 es traspasado a Miami Heat a cambio de Tyler Johnson y Wayne Ellington.
El 25 de septiembre de 2019, firma con Houston Rockets. Pero el 18 de noviembre de 2019, fue cortado tras disputar únicamente 2 encuentros con los Rockets.

## Estadísticas de su carrera en la NBA

### Temporada regular
| Año     | Equipo      | PJ  | PT  | MPP  | %TC  | %3P  | %TL  | RPP | APP | ROB | TPP | PPP  |
| ------- | ----------- | --- | --- | ---- | ---- | ---- | ---- | --- | --- | --- | --- | ---- |
| 2008-09 | New Jersey  | 66  | 30  | 19.9 | .393 | .365 | .845 | 4.7 | .8  | .7  | .3  | 7.4  |
| 2009-10 | Orlando     | 63  | 6   | 14.5 | .436 | .370 | .866 | 3.2 | .6  | .4  | .2  | 7.7  |
| 2010-11 | Orlando     | 64  | 14  | 22.1 | .430 | .393 | .812 | 5.5 | .8  | .5  | .6  | 10.6 |
| 2011-12 | Orlando     | 61  | 61  | 32.2 | .439 | .393 | .877 | 7.7 | .9  | .8  | .4  | 16.1 |
| 2012-13 | New Orleans | 81  | 22  | 30.9 | .423 | .382 | .844 | 6.4 | 1.2 | .5  | .4  | 16.2 |
| 2013-14 | New Orleans | 22  | 14  | 36.1 | .438 | .409 | .952 | 6.5 | .8  | .5  | .3  | 19.8 |
| 2014-15 | New Orleans | 61  | 5   | 27.5 | .399 | .340 | .854 | 4.8 | 1.2 | .5  | .3  | 13.7 |
| 2015-16 | New Orleans | 66  | 7   | 30.4 | .427 | .366 | .873 | 6.0 | 1.1 | .6  | .4  | 17.0 |
| 2016-17 | Houston     | 72  | 72  | 29.4 | .419 | .404 | .860 | 4.6 | .9  | .4  | .2  | 13.6 |
| 2017-18 | Houston     | 66  | 50  | 26.1 | .431 | .386 | .774 | 5.0 | .9  | .4  | .3  | 9.3  |
| 2018-19 | Phoenix     | 15  | 8   | 18.5 | .317 | .206 | .786 | 3.0 | 1.1 | .2  | .1  | 3.7  |
| 2018-19 | Miami       | 10  | 0   | 4.4  | .222 | .333 | .500 | .9  | .2  | .1  | .0  | .7   |
| 2019-20 | Houston     | 2   | 0   | 7.0  | .286 | .200 | .000 | 3.5 | 1.0 | .5  | .0  | 2.5  |
| Total   | Total       | 649 | 289 | 25.8 | .422 | .380 | .854 | 5.3 | .9  | .5  | .3  | 12.3 |

### Playoffs
| Año   | Equipo      | PJ | PT | MPP  | %TC  | %3P  | %TL   | RPP | APP | ROB | TPP | PPP  |
| ----- | ----------- | -- | -- | ---- | ---- | ---- | ----- | --- | --- | --- | --- | ---- |
| 2010  | Orlando     | 9  | 0  | 9.9  | .310 | .286 | 1.000 | 3.5 | .3  | .2  | .2  | 2.6  |
| 2011  | Orlando     | 6  | 0  | 24.5 | .267 | .300 | 1.000 | 4.5 | .5  | .8  | .2  | 4.7  |
| 2012  | Orlando     | 5  | 5  | 34.4 | .341 | .400 | .857  | 4.6 | .8  | .6  | .4  | 9.6  |
| 2015  | New Orleans | 4  | 0  | 23.8 | .444 | .417 | 1.000 | 4.3 | 2.3 | .0  | .5  | 10.8 |
| 2017  | Houston     | 11 | 9  | 30.5 | .391 | .283 | .875  | 5.3 | .6  | .4  | .2  | 9.4  |
| 2018  | Houston     | 11 | 0  | 8.6  | .350 | .333 | -     | 1.2 | .5  | .3  | .1  | 1.7  |
| Total | Total       | 46 | 14 | 20.3 | .363 | .325 | .917  | 3.7 | .7  | .4  | .2  | 5.7  |

## Vida personal
Anderson fue novio de la exconcursante de The Bachelor y modelo Gia Allemand, quien se suicidó en agosto de 2013. Unos meses más tarde, junto a su entrenador en aquel momento, Monty Williams y su mujer, crearon la Gia Allemand Foundation para tratar de evitar casos similares en otras personas con los mismos desajustes neuronales.